# H.C. McNeile
Herman Cyril McNeile (Bodmin, 28 september 1888 - West Chiltington, 14 augustus 1937), algemeen bekend als Cyril McNeile, was een Brits soldaat en auteur. Hij publiceerde onder de naam H.C. McNeile of het pseudoniem Sapper.

## Biografie
McNeile werd geboren op 28 september 1888 in Bodmin (Cornwall) als zoon van Christiana Sloggett en Malcolm McNeile, een kapitein in de Royal Navy. Na zijn schooltijd trok hij naar de Royal Military Academy, waar hij in juli 1907 werd aangesteld als tweede luitenant bij de Royal Engineers. In juni 1910 werd hij bevorderd tot luitenant en werd hij overgeplaatst naar Canterbury, waar hij drie jaar diende tot hij in januari 1914 gestationeerd werd in Malta. Hij werd er bevorderd tot kapitein en toen de Eerste Wereldoorlog uitbrak kreeg hij het bevel om naar Frankrijk te gaan. Hij reisde via Engeland en trouwde op 31 oktober 1914 met Violet Evelyn Baird, de dochter van luitenant-kolonel Arthur Baird Douglas van de Cameron Highlanders.

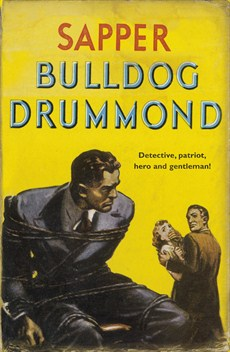
Omslag van de eerste uitgave van Bulldog Drummond uit 1920

Tijdens de oorlog begon hij korte verhalen te schrijven, gebaseerd op zijn ervaringen in de loopgraven, en deze te laten publiceren in de Daily Mail. Omdat actieve officieren in het Britse leger niet onder hun eigen naam mochten publiceren, kreeg hij het pseudoniem "Sapper" van Lord Northcliffe, de eigenaar van de Daily Mail. De bijnaam was gebaseerd op die van zijn korps, de Royal Engineers.
Na de oorlog verliet McNeile het leger en bleef schrijven, maar hij stapte over van oorlogsverhalen op thrillers. In 1920 publiceerde hij Bulldog Drummond, wiens gelijknamige held zijn bekendste creatie werd. Het personage was gebaseerd op McNeile zelf, op zijn vriend Gerard Fairlie en op Engelsmannen in het algemeen. McNeile schreef tien Bulldog Drummond-romans, evenals drie toneelstukken en een scenario.
McNeile wisselde zijn Drummond-werk af met andere romans en verhalenbundels, met twee personages die als protagonisten in hun eigen verhalen verschenen: Jim Maitland en Ronald Standish. Hij was een van de meest succesvolle Britse populaire auteurs van het interbellum.
McNeile stierf op 14 augustus 1937 in West Chiltington (West Sussex) aan keelkanker, wat werd toegeschreven aan schade opgelopen door een gasaanval in de oorlog. Voor zijn dood kwam hij tot een overeenkomst met Gerard Fairlie dat die de verhalen van Drummond zou blijven schrijven.

## Oeuvre
De verhalen van McNeile gaan ofwel rechtstreeks over de oorlog, ofwel bevatten ze mensen wiens leven erdoor is gevormd. Zijn thrillers zijn een voortzetting van zijn oorlogsverhalen, met Engelsmannen uit de hogere klasse die Engeland verdedigen tegen buitenlanders die ertegen samenzweren.
Hoewel hij destijds werd gezien als "gewoon een oprechte Tory die sprak voor veel van zijn landgenoten", werd zijn werk na de Tweede Wereldoorlog bekritiseerd omdat het fascistische ondertonen had, terwijl het ook de xenofobie en het antisemitisme vertoonde die bij sommige andere schrijvers uit die periode duidelijk aanwezig waren.

### Korte verhalen

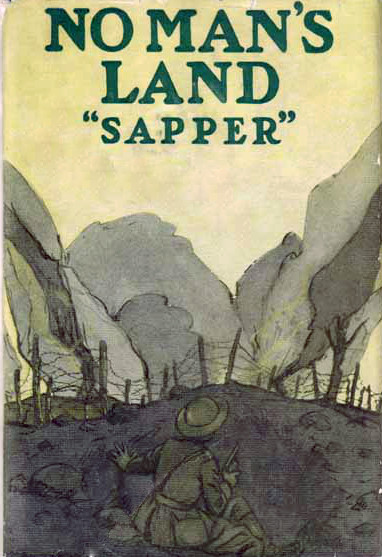
Omslag van No Man's Land uit 1917

- The Lieutenant and Others (1915)
- Sergeant Michael Cassidy, R.E. (1915)
- Men, Women, and Guns (1916)
- No Man's Land (1917)
- The Human Touch (1918)
- The Man in Ratcatcher, and other stories (1921)
- The Dinner Club (1923)
- Out of the Blue (1925)
- Jim Brent (1926)
- Word of Honour (1926)
- Shorty Bill (1927)
- The Saving Clause (1927)
- When Carruthers Laughed (1927)
- John Walters (1927)
- Sapper's War Stories (1930)
- The Finger of Fate (1930)
- Ronald Standish (1933)
- 51 Stories (1934)
- Ask For Ronald Standish (1936)
- The Best Short Stories (1984)

### Romans
- Mufti (1919)
- Bulldog Drummond (1920)
- The Black Gang (1922)
- Jim Maitland (1923)
- The Third Round (1924)
- The Final Count (1926)

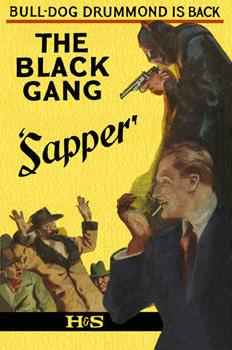
Omslag van The Black Gang uit 1922

- The Female of the Species (1928)
- Temple Tower (1929)
- Tiny Carteret (1930)
- The Island of Terror (1931)
- The Return of Bull-Dog Drummond (1932)
- Knock-Out (1933)
- Bull-Dog Drummond at Bay (1935)
- Challenge (1937)
- Bulldog Drummond—His Four Rounds with Carl Peterson (1967)

### Diversen
- The Making of an Officer (1916): verzameling krantenartikels in The Times
- Bulldog Drummond: A Play in Four Acts (1921): toneelstuk
- Bulldog Drummond (1929): scenario gebaseerd op het toneelstuk uit 1921
- The Way Out (1930): toneelstuk
- The Best of O. Henry (1930): verzameling korte verhalen
- Bulldog Jack (1935): scenario
- Bulldog Drummond Hits Out (1937): toneelstuk